# كيرنيت
الكيرنيت (يعرف أيضاً باسم راسوريت rasorite) هو معدن من معادن البورات، وهو شكل مميّه من هيدروكسي بورات الصوديوم له الصيغة (Na2B4O6(OH)3·3(H2O. 

## الخصائص
يكون معدن الكيرنيت إما على شكل بلورات عديمة اللون أو بيضاء، وتكون موشورية أو إبرية وتتبع النظام البلوري أحادي الميل. يعد الكيرنيت من المعادن الهشة.  
ينحل الكيرنيت في الماء البارد، ويتحول إلى تينكالكونيت عند نزع جزيئات الماء منه. يخضع الكيرنيت إلى عملية تحول غير عكوسة إلى النمط ميتا (ميتاكيرنيت) عند التسخين إلى درجات حرارة تتجاوز 100 °س.

## التاريخ والوفرة
عثر على الكيرنيت سنة 1926 في مقاطعة كيرن جنوب كاليفورنيا، ومنه أتت تسمية المعدن.
يوجد الكيرنيت في التوضعات الرسوبية التبخيرية في المناطق القاحلة، مثل صحراء موهافي. كما يوجد في مناجم متفرقة في محافظة سالتا في الأرجنتين وفي محافظة أسكي شهر في تركيا وفي منطقة كتالونيا في إسبانيا.
إن أكبر بلورة مفردة من الكيرنيت يبلغ حجمها 2.44 * 0.9 * 0.9 م3، وتزن حوالي 3.8 طن.
يرافق الكيرنيت في خاماته المعادن التالية: البورق، إنيونيت، أوليكسيت، كوليمانيت.

## الاستخدامات
يستخدم الكيرنيت من أجل إنتاج رباعي بورات الصوديوم المستخدم في صناعة المنظفات.